# جن ساکی
جنیفر رنه پساکی (به انگلیسی: Jennifer Rene "Jen" Psaki) (زاده ۱۹۷۸)  سخنگوی پیشین کاخ سفید در دولت بایدن و سخنگوی اسبق وزارت خارجه ایالات متحده و از سخنگویان پیشین رئیس‌جمهور باراک اوباما است.
تا یازدهم فوریه ۲۰۱۳، ویکتوریا نولاند سخنگوی وزارت خارجه آمریکا بود و در آن تاریخ جن ساکی به جای او این سمت را برعهده گرفت. جن ساکی معاون ماری هرف است. وی این سمت را تا ۳۱ مارس ۲۰۱۵ برعهده داشت.

## اوایل زندگی
جن ساکی در استمفورد، کنتیکت در خانواده‌ای از تبار یونانی و لهستانی به‌دنیا آمد. جنیفر ساکی در سال ۱۹۹۶ تحصیل در دبیرستان گرین‌ویچ را به پایان رساند و در سال ۲۰۰۰ از کالج ویلیام و مری فارغ‌التحصیل شد. او به مدت دو سال در تیم کرال پشت آن کالج شنا کرده و عضویت داشت.